# بودنوفسکی (باشقیرستان)
بودنوفسکی (انگلیسی: Budennovsky, Republic of Bashkortostan) یک شهرک در شهرستان ایگلینسکی استان باشقیرستان کشور روسیه است.